# Elezioni politiche suppletive in Italia del 1996
Le elezioni politiche suppletive italiane del 1996 sono le elezioni tenute in Italia nel corso del 1996 per eleggere deputati o senatori dei collegi uninominali rimasti vacanti.

## Camera dei deputati

### Collegio Puglia - 4
Le elezioni politiche suppletive nel collegio elettorale di Foggia centro si sono tenute il 14 gennaio 1996 per eleggere un deputato nella XII legislatura della Repubblica Italiana per il seggio lasciato vacante da Paolo Agostinacchio (AN), dimessosi il 18 ottobre 1995 dopo essere stato eletto sindaco di Foggia. Il collegio è formato da parte del comune di Foggia (Cattedrale, Centrale, Ferrovia, Puglia, Mazzini, CEP e Incoronata).
| Partito                            | Partito                                          | Candidato                          | Risultati 14 gennaio 1996 | Risultati 14 gennaio 1996 |
| Partito                            | Partito                                          | Candidato                          | Voti                      | %                         |
| ---------------------------------- | ------------------------------------------------ | ---------------------------------- | ------------------------- | ------------------------- |
|                                    | Polo per le Libertà                              | Antonio Pepe                       | 29 151                    | 68,25                     |
|                                    | Foggia Democratica e Popolare                    | Giuseppe Cavaliere                 | 13 560                    | 31,75                     |
|                                    |                                                  |                                    |                           |                           |
| Iscritti                           | Iscritti                                         | Iscritti                           | 102 511                   | 100,00                    |
| ↳ Votanti (% su iscritti)          | ↳ Votanti (% su iscritti)                        | ↳ Votanti (% su iscritti)          | 47 372                    | 46,21                     |
| ↳ Voti validi (% su votanti)       | ↳ Voti validi (% su votanti)                     | ↳ Voti validi (% su votanti)       | 42 711                    | 90,16                     |
| ↳ Schede non valide (% su votanti) | ↳ Schede non valide (% su votanti)               | ↳ Schede non valide (% su votanti) | 4 661                     | 9,84                      |
| ↳ Astenuti (% su iscritti)         | ↳ Astenuti (% su iscritti)                       | ↳ Astenuti (% su iscritti)         | 55 139                    | 53,79                     |
|                                    |                                                  |                                    |                           |                           |
|                                    | Esito: collegio confermato a Polo per le Libertà |                                    |                           |                           |

## Senato della Repubblica

### Collegio Emilia-Romagna - 3
Le elezioni politiche suppletive nel collegio elettorale di Ravenna si sono tenute il 27 ottobre 1996 per eleggere un senatore nella XIII legislatura della Repubblica Italiana per il seggio lasciato vacante da Pierpaolo Casadei (PDS, in quota CS), deceduto il 14 giugno 1996. Il collegio è formato da 15 comuni: Alfonsine, Argenta, Cervia, Comacchio, Conselice, Lagosanto, Masi Torello, Massa Fiscaglia, Migliarino, Migliaro, Ostellato, Portomaggiore, Ravenna, Tresigallo, Voghiera.
| Partito                            | Partito                              | Candidato                          | Risultati 27 ottobre 1996 | Risultati 27 ottobre 1996 |
| Partito                            | Partito                              | Candidato                          | Voti                      | %                         |
| ---------------------------------- | ------------------------------------ | ---------------------------------- | ------------------------- | ------------------------- |
|                                    | L'Ulivo                              | Aldo Preda                         | 86 690                    | 69,44                     |
|                                    | Polo per le Libertà                  | Franca D'Amico                     | 38 160                    | 30,56                     |
|                                    |                                      |                                    |                           |                           |
| Iscritti                           | Iscritti                             | Iscritti                           | 215 928                   | 100,00                    |
| ↳ Votanti (% su iscritti)          | ↳ Votanti (% su iscritti)            | ↳ Votanti (% su iscritti)          | 131 917                   | 61,09                     |
| ↳ Voti validi (% su votanti)       | ↳ Voti validi (% su votanti)         | ↳ Voti validi (% su votanti)       | 124 850                   | 94,64                     |
| ↳ Schede non valide (% su votanti) | ↳ Schede non valide (% su votanti)   | ↳ Schede non valide (% su votanti) | 7 067                     | 5,36                      |
| ↳ Astenuti (% su iscritti)         | ↳ Astenuti (% su iscritti)           | ↳ Astenuti (% su iscritti)         | 84 011                    | 38,91                     |
|                                    |                                      |                                    |                           |                           |
|                                    | Esito: collegio confermato a L'Ulivo |                                    |                           |                           |

## Riepilogo
| Data       | Legislatura | Camera                  | Circoscrizione | Collegio          | Partito | Partito | Parlamentare uscente | Partito | Partito | Parlamentare eletto |
| ---------- | ----------- | ----------------------- | -------------- | ----------------- | ------- | ------- | -------------------- | ------- | ------- | ------------------- |
| 14 gennaio | XII         | Camera dei Deputati     | Puglia         | 4 (Foggia centro) |         | AN      | Paolo Agostinacchio  |         | AN      | Antonio Pepe        |
| 27 ottobre | XIII        | Senato della Repubblica | Emilia-Romagna | 3 (Ravenna)       |         | CS      | Pierpaolo Casadei    |         | CS      | Aldo Preda          |